# Karim Belhocine
Pour les articles homonymes, voir Belhocine.
 (mai 2022).
Si vous disposez d'ouvrages ou d'articles de référence ou si vous connaissez des sites web de qualité traitant du thème abordé ici, merci de compléter l'article en donnant les références utiles à sa vérifiabilité et en les liant à la section « Notes et références ».
Karim Belhocine, né le 2 avril 1978 à Vénissieux en France, est un ancien footballeur français devenu entraîneur.

## Biographie

### Carrière de joueur
C'est à Lyon, dans sa région natale, que Karim Belhocine commence à jouer au football à l'Étoile Sportive de la Trinité (dans un sports-études en contact étroit avec l'Olympique Lyonnais). Plus tard, il s'affilie à Saint-Priest, puis à Vaulx-en-Velin où il fait ses débuts chez les seniors, en CFA. 
Il rejoint ensuite le Portugal et Espinho, un club de D2 où il a l'occasion de côtoyer un certain Djibril Mandefu. Après une année au Portugal, Karim revient en France pour jouer à Forbach en compagnie de Carmelo Micciche (ex-Bleid). Avec Forbach, en 2003 il se hisse en 32e de finale de la coupe de France où l'équipe de Forbach tombe devant Lens, sur le score de 2-3. C'est grâce à un but de Karim Belhocine, à cinq minutes du terme, que le club lorrain arrache le droit aux prolongations mais celles-ci leur sont fatales[style à revoir].
À l'aube de la saison 2005-2006 il rejoint l'Excelsior Virton. Lors de la saison 2007-2008 il endosse le brassard de capitaine à la place de Steve Gustin.
Lors du mercato de janvier 2008, les dirigeants du club de Sétif (D1 algérienne) essaie d'attirer le médian franco-algérien. Les sirènes maghrébines sont apparemment alléchantes au point de vue financier et peut être aussi sportif du fait que ce club participe à la Ligue des champions africaine. Karim est proche de signer un contrat en faveur de Sétif. Mais Philippe Emond et Gérard Herbigniaux font de Karim une priorité et essaient de le garder à Virton en lui offrant un contrat de deux ans et demi, jusqu'en 2010. Les supporters également font tout pour garder leur capitaine, les marques de soutien arrivent d'un peu partout. Le 9 janvier, Karim rencontre les dirigeants de Sétif en Algérie mais décide finalement de rester à Virton. Dès l'annonce de sa décision, les supporters font part de leur contentement. Mais finalement, le nouveau contrat prévu jusqu'en 2010 n'est pas signé.
La saison 2007-2008 est alors la troisième et dernière saison de Karim à l'Excelsior. Le capitaine virtonais décide de rejoindre le néo-promu en D1, le KV Courtrai. Le site officiel du club courtraisien s'empresse d'annoncer la nouvelle le 7 mai 2008.
Le 19 juillet 2011, Karim Belhocine signe un contrat de deux ans avec le club du Standard de Liège.
Le 21 juillet 2011 il joue son premier match sous les couleurs des rouches en Supercoupe de Belgique contre Genk.
En juillet 2012, le nouveau coach du Standard, Ron Jans, fait le tri dans le noyau à sa disposition et décide de se séparer de Belhocine. Le français est engagé dans la foulée par le promu Waasland-Beveren. Il y signe un contrat pour une saison, qu'il renouvelle pour une année supplémentaire en fin de saison. En juillet 2014, il rejoint les rangs du KAA La Gantoise.

### Carrière d'entraîneur

#### KV Courtrai
Le 9 juin 2015, il rejoint le KV Courtrai en tant qu'entraîneur-adjoint de Johan Walem[réf. souhaitée]. Il lui succède temporairement le 8 février 2016 à la suite de l'éviction de celui-ci[réf. souhaitée]. 
Le 1er avril 2016, le club courtraisien annonce qu'un nouvel entraîneur va diriger l'équipe durant les PO2 et que Karim Belhocine sera le nouveau directeur technique du club[réf. souhaitée].
Pour la saison 2016-2017, Belhocine est finalement confirmé comme entraineur principal du KV Courtrai.
Pour des soucis administratifs, Belhocine est nommé officiellement Directeur Technique du club et le belge Bart Van Lancker entraîneur officiel. Mais c'est bien le français qui prend les décisions sportives et dirige les matches.
Le 8 mars 2017, ayant obtenu la licence pro, Belhocine devient officiellement le T1 du club courtraisien. Bart Van Lancker devient officiellement son assistant.

#### Sporting d'Anderlecht
Le 5 octobre 2017, il est nommé entraîneur adjoint du RSC Anderlecht, et devient l'assistant de Hein Vanhaezebrouck, fraîchement nommé T1 du club bruxellois.
Le 16 avril 2019, il devient l'entraîneur principal des mauves jusqu'à la fin de la saison, en remplacement de Fred Rutten.

#### Sporting de Charleroi

##### Saison 2019-2020
Le 21 juin 2019, alors qu'il lui restait 1 an de contrat à Bruxelles, il devient le nouvel entraîneur principal du Sporting de Charleroi et succède ainsi à Felice Mazzu, parti au KRC Genk après 6 années au sein du club carolo.
Sa 1ère saison à la tête du club carolo est, contre toute attente, une réussite.  En attente de savoir si le championnat se terminera ou non, le Sporting de Belhocine est classé à une belle 3e place à 1 point de la 2e tenue par La Gantoise.
Seule la coupe de Belgique est une déception, le club étant éliminé en quart de finale par Zulte Waregem.
Le championnat étant définitivement arrêté à la suite de la pandémie de Covid-19, le club carolo finit bel et bien troisième et est donc qualifié pour le troisième tour préliminaire de la Ligue Europa. Belhocine a permis à Charleroi de retrouver une compétition européenne dès sa première saison en tant qu'entraîneur principal.

##### Saison 2020-2021
Le début de saison 2020-2021 commence comme quand le club avait fini la saison précédente : durant les 7 premiers matches, le Sporting de Belhocine obtiendra 7 victoires, dont une en Ligue Europa.
La suite devient plus compliquée, à la suite de l'élimination précoce en Europe par le Lech Poznan.  
Le club ne parvient pas retrouver les bons résultats du début de saison et chute au classement en championnat : dans le Top 4 en début de saison, le Sporting lutte pour être dans les 8 premiers classés, synonyme de "Playoffs 2" (permettant d'obtenir une dernière place européenne).
Le 10 avril 2021, le club subit une lourde défaite à Gand (4-0), enchaîne un 8e match sans victoire et dit officiellement adieu au "Playoffs 2", malgré un dernier match de championnat à jouer.
L'avenir de Karim Belhocine s'assombrit avec un bilan nettement moins bon que sa 1ere saison au Sporting de Charleroi (13e sur 18 à la fin de la phase classique du championnat).
Le 20 avril 2021, le club annonce dans un communiqué que, de commun accord, Karim Belhocine ne sera plus l'entraîneur pour la saison 2021-2022.

#### KV Courtrai
Le 12 octobre 2021, Karim Belhocine signe son retour comme entraineur principal au KV Courtrai, en remplacement de Luka Elsner, parti au Standard de Liège.  Il y a signé un CDI.
Le 29 août 2022, Karim Belhocine est remercié du club à la suite d'un début de saison manqué (une seule victoire en six matchs et un bilan de 4 points sur 18).

#### Royal Francs-Borains
Le 12 novembre 2024, Karim Belhocine devient le nouvel entraîneur des Francs-Borains, actuel 15e de Division 1B. Il remplace le T1 Hicham El Hachaoui qui avait lui-meme remplacé un mois plutôt Sébastien Grandjean. Il aura comme première mission d'assurer le maintien des Verts en 2e division.
Le 10 mai 2025, Belhocine et le club cessent leur collaboration après qu'il ait toutefois réussi sa mission et maintenu les Francs Borains dans l'antichambre de l'élite.

## Palmarès

### Palmarès de joueur
- Champion de Belgique en 2015 avec La Gantoise
- Finaliste de la Supercoupe de Belgique : 2011 avec La Standard de Liège

## Distinctions personnelles
- Lion Belge: meilleur entraîneur (2) 2016, 2017 avec La Courtrai [8]
- Lion Belge: meilleur entraîneur 2018 avec La RSC Anderlecht

## Carrière d'entraîneur
- fév. 2016-avr. 2016 :  KV Courtrai
- 2016-2017 :  KV Courtrai
- oct. 2017 - 2019:  RSC Anderlecht (adjoint)
- 2019 - 2021 :  Charleroi SC
- oct. 2021 - août 2022:  KV Courtrai